# 登塘冶铁遗址
登塘冶铁遗址，位于中国广西壮族自治区平南县六陈镇登塘村，为一个省级文物保护单位，类型为古遗址，为第四批广西壮族自治区文物保护单位，公布时间为1994年7月8日。
登塘冶铁遗址的历史年代为西汉。